# Надо де Бюффон, Анри
Александр Анри Надо де Бюффон (фр. Alexandre Henri Nadault de Buffon, 1831—1890) — французский писатель и филантроп; основал общество Hospitaliers sauveteurs bretons; известен многими изданиями, посвященными его предку — знаменитому натуралисту Жоржу-Луи Бюффону:
- «Неизвестная переписка Бюффона» (Correspondance inédite de Buffon) (I860),
- «Бюффон, семья, соратники и друзья» (Button sa famille, ses collaborateurs etc.) (1864),
- «Бюффон и Фредерик II» (Buffon et Frédéric II) (1864),
- «L’homme physique chez Buffon» (1868) и др.

Написал также:
- «Граф Луи де Сибрарио» (Le comte Louis de Cibrario) (l869),
- «Жан Надо — генеральный адвокат Счётной палаты Дижона, 1701-79» (Jean Nadault, avocat général a la Chambre des comptes de Dijon, 1701—79) (1881) и др.

## Источник
- Надо-де-Бюффон, Александр-Анри // Энциклопедический словарь Брокгауза и Ефрона : в 86 т. (82 т. и 4 доп.). — СПб., 1890—1907.